# Хозмер (Јужна Дакота)
Хозмер (енгл. Hosmer) град је у америчкој савезној држави Јужна Дакота.

## Демографија
По попису из 2010. године број становника је 208, што је 79 (-27,5%) становника мање него 2000. године.
| Група             | 2000.       | 2010.       |
| Белци             | 280 (97,6%) | 204 (98,1%) |
| Афроамериканци    | 0 (0,0%)    | 0 (0,0%)    |
| Азијати           | 1 (0,3%)    | 1 (0,5%)    |
| Хиспаноамериканци | 4 (1,4%)    | 0 (0,0%)    |
| Укупно            | 287         | 208         |